# Rabidosa carrana
Rabidosa carrana is een spinnensoort in de taxonomische indeling van de wolfspinnen (Lycosidae).
Het dier behoort tot het geslacht Rabidosa. De wetenschappelijke naam van de soort werd voor het eerst geldig gepubliceerd in 1934 door Elizabeth Bangs Bryant.